# Покрет за права особа са дисабилитетом
Покрет за права особа са дисабилитетом су организовани напори да се промене закони и културне норме које умањују једнаке могућности особа са дисабилитетом. Њих спроводе примарно невладине организације, удружења самих особа са инвалидитетом и лобисти, али и стручне организације попут удружења социјалних радника. Ови покрети се боре да ресурси заједница и окружења и институције постану приступачније свима. Рад овог покрета је допринео реформи закона и праксе широм света.